# Transex
A Transex Travestis foi uma publicação mensal da Fractal Edições, que também publicava a G Magazine e o portal G Online. A revista foi lançada no dia 18 de março de 2002 e após duas edições a editora resolveu descontinuá-la.
Lançada em 21 de março de 2002 na boate Salvation, no centro de São Paulo, a revista tinha circulação por todo território brasileiro e trouxe logo na primeira edição o ensaio com a transexual Rosana Star, o paquito que virou mulher. A revista era voltada para o público que gosta de ensaios eróticos com travestis e transexuais.
Alguns transexuais conhecidos da cena underground paulistana, como Telma Lip e Gretta Star, posaram para suas páginas.